# 青口
青口（学名：Perna viridis），俗稱「孔雀蛤」，隸屬贻贝目壳菜蛤科股贻贝属的动物。
其种加词“viridis”意为“绿色的”。

## 分佈
原產於菲律賓以南的熱帶海域，現多分布在中國大陸的福建、广东、海南等地、香港、臺灣、南韓、印尼、馬來西亞、泰国湾、越南、印度洋、新加坡海岸線周邊的潮間帶至淺海底一帶的岩礁處，偶爾也見於美國佛羅里達東部的大西洋沿岸，主要附着于水流通畅的岩石上以及一般分布自低潮线附近至水深20米左右。
是一種常見的食用貽貝。

## 圖集

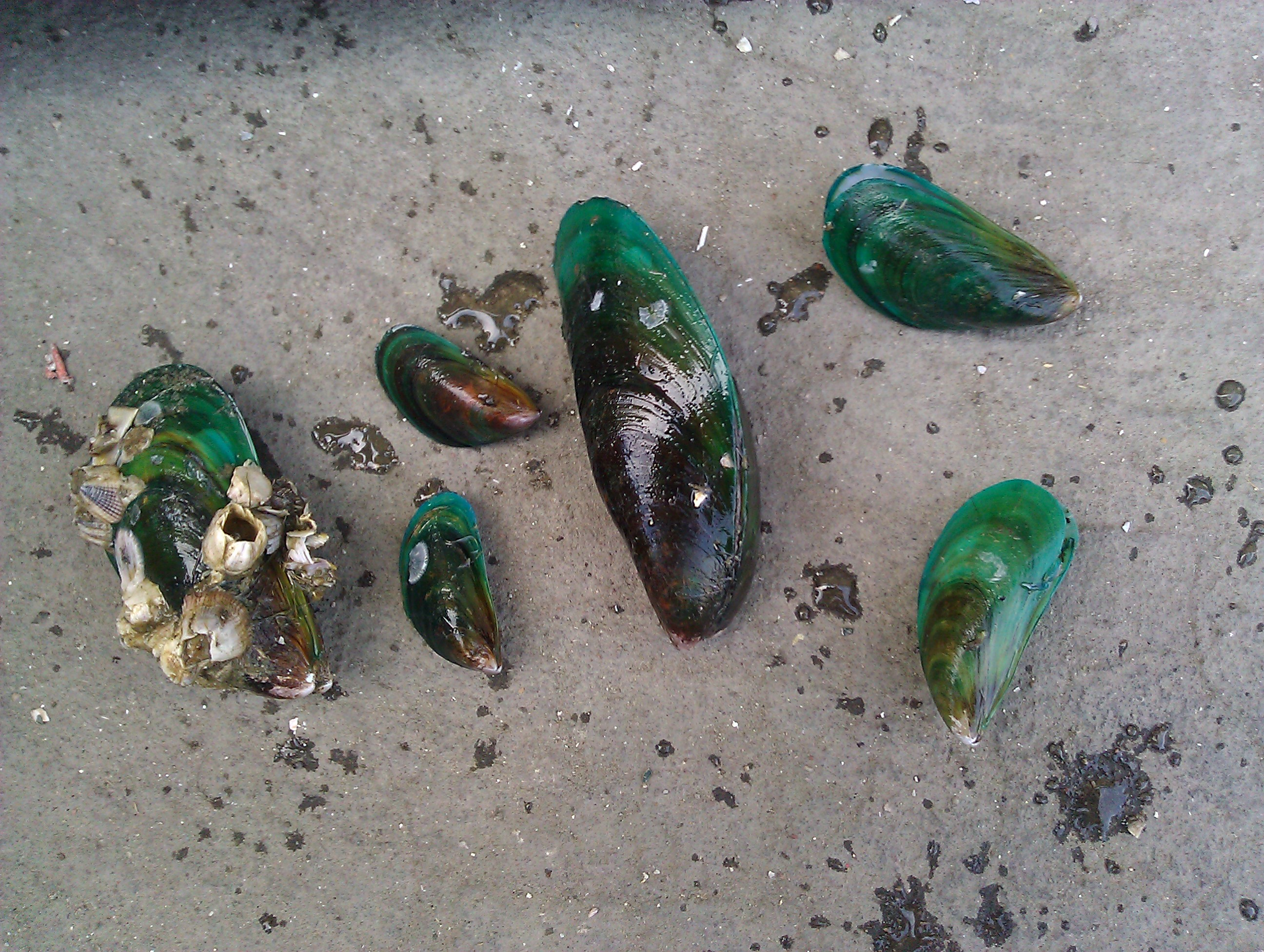
Perna viridis, a green mussel caught in Chonburi, Thailand
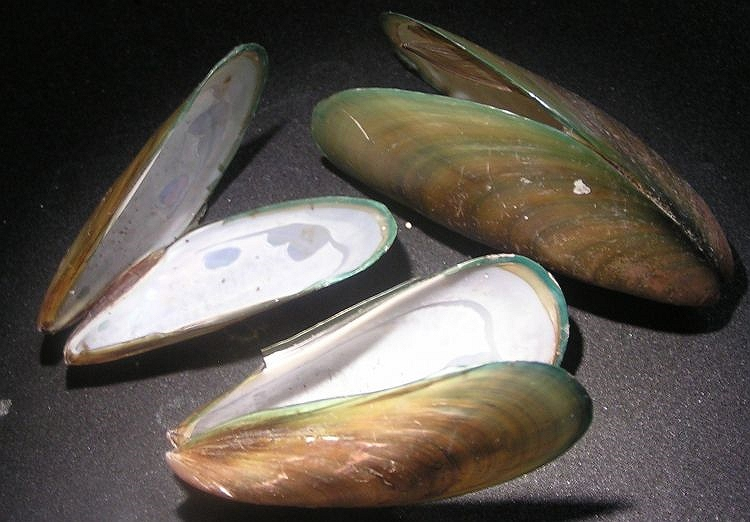
Perna viridis
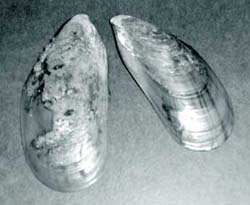
Asian Green Mussel

## 青口營養
根據〈青口——最健康、最環保的海鮮〉一文，「青口的營養條件也不遑多讓。青口富含 Omega-3，每 85 克就有 1,000 微克 Omega-3，媲美三文魚......Omega-3 對人體健康十分重要，可維持心臟及眼睛健康，強化腦細胞，提升記憶力和專注力，抗發炎甚至防癌。另外，一份青口含 20 克蛋白質、20% 人體每天所需的維他命 C，以及 340% 人體所需的維他命 B-12。」(AMBRE, 2017年)

## 青口與環保
根據〈青口——最健康、最環保的海鮮〉一文，作者引述「美國公共電視台紀錄片 The Fish on My Plate 中，暢銷書作家 Paul Greenberg 為了解吃魚對人類和海洋的影響，在整整一年中每天吃魚戒食禽畜，又走訪世界各地養魚場考察人工養殖遇到的挑戰，找尋最環保的海產。最後得出結論，儘管不少魚類也有應對海洋環境可持續性問題的潛力，最毫無疑問的環保海產就是青口。首先野生青口棲息於海岸線周邊的潮間帶至淺海底一帶的岩礁處，漁民多以漁耙直接從岩礁耙下來，由於青口密麻麻地一同棲息，幾乎不會出現誤捕或破壞貽貝床，而且青口繁殖速度快，能輕易保持於可持續水平。就可持續海鮮評級機構 Seafood Watch 的標準而言，人工養殖的青口比野生青口更環保，因養殖青口完全無需飼料和魚肥，不像蝦或三文魚動輒消耗好幾十噸飼料又排放大量廢料。而且青口以水中浮游生物及其他微生物為食，有助平衡海洋生態和維持氧氣水平，防止藻類當道形成藻華（algae blooms）。Greenberg 另外撰文指，青口如果與海帶一併養殖更能相輔相成，消弭水中的有毒物質，淨化水質，再利用 Integrated Sequential BioRefinery 技術隔離海帶所吸收的污染物。再說青口位於食物鏈底層，有助形成可持續的食物系統。雖然蠔和蛤蜊等其實也屬於濾食性生物（filter feeders），卻不及青口便宜。」(AMBRE, 2017年)文中最後提到海產類與水污染的問題同樣關係密切，「海產飽含營養的同時，也含有從工廠排放到海域的水銀，因而節目中從天天吃魚的 Greenberg 頭髮樣本化驗出水銀含量超標。」(AMBRE, 2017年)
而另一文〈如何減少漁網海洋垃圾？〉又提到某些養殖青口的方法也會令海洋更多污染，「西班牙北部小鎮穆特里庫（Mutriku）企業家 Imanol Gurruchaga 表示：『無論是出產三文魚還是海鯛，所有的水產養殖都會產生塑料垃圾。』而他的水產養殖場使用繩索來種植青口，青口依附長繩生長，一串串長繩懸掛在水中，每串長繩又有圍網保護，避免被其他海洋生物捕食。這是常見的青口養殖方法，所用的繩索和圍網都由塑料製成。當它們變得破舊時，便成了污染海洋的塑膠垃圾。」(天衛六，2021年)
根據綠色和平不少報導指出青口與不少海產一樣含有微膠粒，「綠色和平整合了全球 58 篇相關學術文獻及研究報告，發現超過 170 種魚類及海洋生物體內曾有微塑膠，包括香港人常吃的烏頭魚、生蠔、青口、丁香魚（白飯魚）、龍蝦和瀕臨絕種的藍鰭吞拿魚。香港教育大學科學與環境學系助理教授霍年亨博士更發現微塑膠在香港沿岸幾乎無所不在，其中香港西面的海灘（如屯門龍鼓灘）在雨季期間的微塑膠含量特別多。」(綠色和平, 2016年)
青口亦有入侵南極的可能，作者引述來自英國南極調查局（BAS）及劍橋大學的研究小組的研究，「任何能夠附著船身，並在前往南極洲的旅程中倖存下來的海洋物種，都可能會構成入侵威脅，尤其是青口、藤壺、螃蟹及藻類，會在「生物附著」（Biofouling）的過程中積聚在物體表面。其中青口就能夠在極地水域生存，並且容易繁殖，威脅其他海洋生物；其過濾的本能，也會改變海洋食物鏈以及其周圍水域的化學成分。」(Tam, 2022年)

## 青口反映的國際關係
青口的採集某程度上反映了中國與北韓的關係，根據〈中朝關係：打臉不難，但翻臉很難〉一文，作者寫道：「中方對北韓的矛盾心態，在兩國邊境最能體現。北韓長年遭外交隔離，幾乎完全仰賴中朝貿易支撐經濟。近四分三的交易，均是經鴨綠江到遼寧省丹東市。該市古樓子鄉的砬子溝村，則因位處鴨綠江狹窄的支流河畔，遂便於兩國人民互動，甚至進行非正式商業交易。近日局勢變得緊張，卻仍有中國食店東主划船渡河，向北韓士兵買頭山羊，或有北韓平民到河中採集青口，可見在地緣及經濟上，兩地關係密不可分。」（Wong, 2017年）

## 另見
- 藍貝
- 淡菜類

### 書籍
- 鄭清海, 王美鳳 (2003). 和螃蟹做朋友. 119。ISBN 986-7916-00-X
- 洪明仕 。1997。竹塹海濱生物。 新竹市立文化中心。ISBN 957-00-9783-3
- 王奕棠 (2009).  南瀛 潮間帶生物誌. 303。ISBN 978-986-02-0655-5
- 吳靖惠、顏靖欽、陳國章、林素惠等 。2009。紅樹林-淡水河紅樹林自然保留區解說手冊。 行政院農業委員會林務局。ISBN 978-986-02-1970-8
- 方偉宏、王侯凱、王嘉祥、何一先等 。2006。濕地．臺灣: 總統府文化臺灣特展系列。 行政院文化建設委員會。ISBN 978-986-00-6905-1
- 林鴻仁、鄭清海、李永烈、鍾振亮等 。1999。植物之旅:台中縣海濱常見的植物。 台中縣大安鄉永安國民小學。ISBN 957-02-5119-0
- 陳育賢 。2001。海岸生物(二)-臺灣潮間帶生物700種(二)。 台灣自然觀察圖鑑(39)。 渡假出版社有限公司。ISBN 957-623-202-3
- 趙世民和蘇焉 。2005。台灣海岸溼地觀察事典。 晨星出版有限公司。ISBN 957-455-859-2